# Chlorochaeta delicatior
Chlorochaeta delicatior là một loài bướm đêm trong họ Geometridae.